# 18099 Flamini
18099 Flamini è un asteroide della fascia principale. Scoperto nel 2000, presenta un'orbita caratterizzata da un semiasse maggiore pari a 2,9918804 UA e da un'eccentricità di 0,1316939, inclinata di 11,26389° rispetto all'eclittica.